# Servidor d'arxius
Un servidor d'arxius és un tipus de servidor que emmagatzema i distribueix diferents tipus d'arxius informàtics entre els clients d'una xarxa de computadores.
La seva funció és permetre l'accés remot d'altres nodes als arxius que emmagatzema o sobre els quals té accés.
En principi, qualsevol computadora connectada a una xarxa, amb el programari apropiat, pot funcionar com a servidor d'arxius.
Des del punt de vista del client de xarxa d'un servidor d'arxius, la localització dels arxius compartits és transparent, és a dir, en la pràctica no hi ha diferències perceptibles si un arxiu està emmagatzemat en un servidor d'arxius remot o en el disc de la pròpia màquina.

## Protocols de xarxa
Els protocols que solen emprar-se en les transferències dels arxius són:
- File Transfer Protocol (FTP): multiplataforma
- Server Message Block (SMB) o Common Internet File System (CIFS): Windows
- Samba: Unix
- Network File System (NFS) o sistema d'arxius de xarxa: Unix